# Built to Spill
Built to Spill är ett amerikanskt indierockband bildat 1992 i Boise, Idaho. Bandet var ett av den alternativa indierockscenens mest framgångsrika och kritikerrosade namn under 1990-talet. 
Built to Spill leds av Doug Martsch och musiken karakteriseras av sångaren/frontfiguren Martschs unika röst och det melodiösa gitarrbaserade, lite naiva soundet som ofta läggs ut i långa mångsidiga låtar. Built to Spills sound jämförs ofta med artister som Pavement, Neil Young, Sonic Youth och Dinosaur Jr.. Indiebanden Modest Mouse, Manchester Orchestra och Ben Gibbard i Death Cab for Cutie har nämnt Built to Spill som stora influenser.

## Historia
Doug Martsch flyttade till Boise, Idaho under det tidiga 1990-talets grungevåg. Han startade Built to Spill tillsammans med originalmedlemmarna Brett Netson och Ralf Youtz. I en intervju i musiktidskriften Spin vid den här tiden proklamerade Martch att han tänkte vara den enda permanenta medlemmen och de andra bandmedlemmarna skulle bytas inför varje skiva. 1993 släpptes den första skivan Ultimate Alternative Wavers på skivbolaget C/Z Records. 
Det är framförallt de två albumen Perfect from Now On och Keep It Like a Secret, släppta 1997 respektive 1999, som av många fans och kritiker brukar betraktas som höjdpunkterna i Built to Spills karriär. Med Perfect from Now On, som var bandets första major label-release, lämnade man de korta, poppigare låtarna och fram kom långa, mer pessimistiska låtar som byggdes av intrikata lager-på-lager-gitarrer och ett innovativt trumspel av Seattle-trummisen Scott Plouf. 

## Bandmedlemmar
- Doug Martsch – sång, gitarr
- Melanie Radford
- Teresa Esguerra

## Diskografi

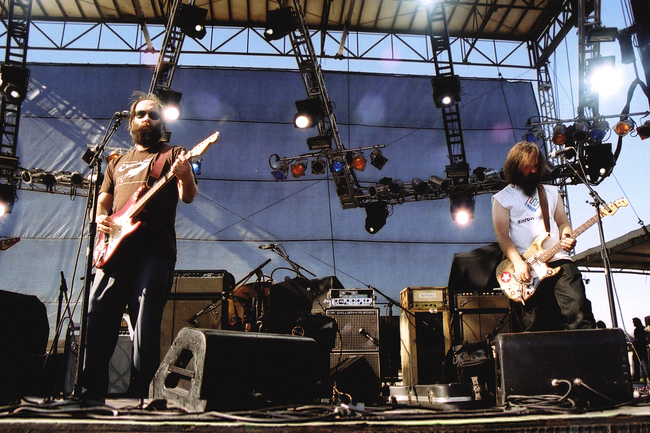
Built to Spill live vid Vegoose Music Festival i Las Vegas 2006.

### Album
- Ultimate Alternative Wavers (C/Z Records 1993)
- There's Nothing Wrong With Love (Up Records 1994)
- Perfect from Now On (Warner Bros. 1997)
- Keep It Like a Secret (Warner Bros. 1999)
- Ancient Melodies of the Future (Warner Bros. 2001)
- You in Reverse (Warner Bros. 2006)
- There Is No Enemy (Warner Bros. 2009)
- Untethered Moon (2015)
- Built to Spill Plays the Songs of Daniel Johnston (2020)
- When the Wind Forgets Your Name (2022)

### Samlingar och liveskivor
- The Normal Years (K Records 1996)
- Live (Warner Bros. 2000)

### EP
- Built to Spill & Caustic Resin  (Up 1995)
- Carry the Zero (Warner Bros. 1999)
- Center of the Universe (City Slang 1999)